# Al Maha Airways
Al Maha Airways foi uma companhia aérea subsidiária planejada da Qatar Airways. A base principal era pra ser o Aeroporto Internacional de Hamad.

## História
A Al Maha Airways foi fundada como uma subsidiária da Qatar Airways na Arábia Saudita em 2014, mas nunca iniciou suas operações. Em 29 de abril de 2015, a Al Maha Airways recebeu quatro Airbus A320-200. Em 2017, a Al Maha Airways encerrou as operações.

## Frota
A frota da Al Maha Airways consistia nas seguintes aeronaves:
| Aeronaves       | Em Serviço | Ordens | Passageiros | Notas |
| --------------- | ---------- | ------ | ----------- | ----- |
| Airbus A320-200 | 7          | –      | 180         |       |
| Total           | 7          | 0      |             |       |